# Altpietistischer Gemeinschaftsverband
Die Apis. Evangelischer Gemeinschaftsverband Württemberg e. V. (vor November 2009 Altpietistischer Gemeinschaftsverband) mit Sitz in Stuttgart ist ein freies Werk innerhalb der Evangelischen Landeskirche in Württemberg. Sie sind Teil der Gemeinschaftsbewegung und Mitglied im Gnadauer Verband. Die Apis wurden am 19. März 1857 in Stuttgart gegründet, wo sich bis heute der Sitz des pietistischen und evangelikalen Verbands befindet.

## Organisation
Die Apis sind selbständig organisiert und finanzieren sich ausschließlich aus freiwilligen Beiträgen und Spenden. In rund 500 Orten in Württemberg und im bayerischen Allgäu treffen sich wöchentlich etwa 10.000 Mitglieder der Gemeinschaften in Bibelstunden, Hauskreisen und bei Kinder- und Jugendangeboten. Anliegen der Apis ist es, den Glauben an Jesus Christus wachzuhalten und zu stärken.

## Tagungszentrum
Ein zentraler Ort der Apis ist das Christliche Gästezentrum Württemberg „Tagungs- und Gästezentrum Schönblick“ in Schwäbisch Gmünd mit Schwimmbad- und Wellnessoase.

## Mitarbeiter
Etwa 60 hauptamtliche und weit mehr als 1000 ehrenamtliche Mitarbeiter sind für die Apis tätig.  Manche hauptamtlichen Mitarbeiter erfüllen mit ihrer Ausbildung und Berufung die Qualitätskriterien für Gemeinschaftsgemeinden innert der evangelischen Kirche. Somit kann die Apis Gottesdienste mit Amtshandlungen wie Taufen, Konfirmationen und Trauungen feiern. Vertreterdienste innerhalb der evangelischen Landeskirche sind über die Einsetzung durch den  evangelischen Dekan des Kirchenbezirks möglich.

## Aktion Hoffnungsland
„Aktion Hoffnungsland“ ist der Eigenname der gemeinnützigen gGmbH der Kindergärten.

## Liederbücher

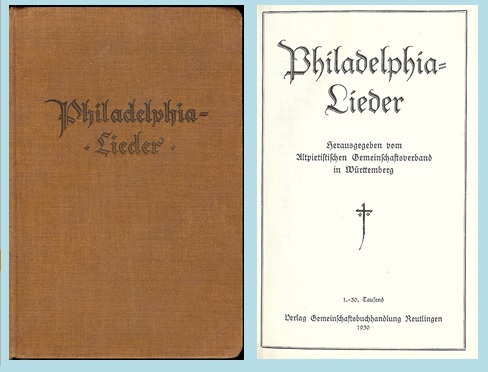
Umschlag und Titelseite des Altpietistischen Gesangbuchs von 1930

Der Gemeinschaftsverband veröffentlichte auch eigene Gesang- bzw. Liederbücher. Im Jahr 1897 erschien der von Christoph König herausgegebene Kleine Liederschatz; 1930 wurde vom Altpietistischen Gemeinschaftsverband in Württemberg das Liederbuch „Philadelphia-Lieder“ herausgegeben. Dieses wurde u. a. auch von anderen Gemeinschaftsverbänden verwendet. Die „Philadelphia-Lieder“ wurden in den 1990er Jahren abgelöst durch das vom Evangelischen Gnadauer Gemeinschaftsverband herausgegebene Gemeinschaftsliederbuch „Jesus unsere Freude“.

## Veranstaltungen
Es gibt viele jährliche Veranstaltungen, wie das Landesjugendtreffen (LaJu).

### Konferenzen
Bekannt sind die Hülbener Konferenzen. Die Kirchweihmontagskonferenzen folgen einer alten pietistischen Tradition des Hülbener Dorfschullehrers Jakob Friedrich Kullen (1758–1818), der zu Beginn des 19. Jahrhunderts nach einer Alternative zu der damals zügellos gefeierten württembergischen Kirchweih (Kirmes) gesucht hat. Er begründete die Tradition, am Montag nach dem 3. Sonntag im Oktober die „gefährdete Jugend“ zum Hören auf Gottes Wort, zum Singen von Chorälen und zur Stärkung durch Kaffee und „Konferenzbrot“ einzuladen. Die Konferenz wurde 2015 erstmals von Pfarrer Ulrich Scheffbuch geleitet, der auch zur Familie Kullen gehört.

### Jusi Treffen
Ein Gottesdienst im Grünen sind die jährlichen Jusi-Treffen in Kohlberg. Dort ist der Alpenbockkäfer zu beobachten. Da der Berg unter Schutz steht, werden dort üblicherweise keine Veranstaltungen genehmigt. Da aber dieses Treffen eine hundertjährige Tradition hat, ist es als einzige Veranstaltung weiterhin auf dem Vulkanberg erlaubt.

## Hoffnungsträger-Preis
Der Verband vergibt seit 2008 den mit 5.000 Euro dotierten Hoffnungsträger-Preis an Menschen, die sich in besonderer Weise „im Bewusstsein der Verantwortung vor Gott und den Menschen“ gesellschaftlich engagiert haben. Dem zuständigen Kuratorium gehören die Landessynodale Beate Keller, Hartmut Hühnerbein, Martin Scheuermann und Steffen Kern an.
Preisträger
- 2008: Erich Schneider
- 2009: Tobias Merckle
- 2010: Steffen Bilger
- 2011: Heidi und Hanna Josua
- 2012: Manfred Lütz
- 2014: Ulrich Parzany
- 2015: Sabatina James
- 2016: Helmuth Rilling
- 2017: Carolin und David Neufeld
- 2018: Renate Menneke
- 2019: Jana Highholder
- 2020: Yassir Eric
- 2022: Rudolf Decker

## Leitung und Verwaltung
Der Landesgemeinschaftsrat ist das Leitungsgremium des Altpietistischen Gemeinschaftsverbandes. Vorsitzender ist seit 1. November 2021 Pfarrer Matthias Hanßmann als Nachfolger von Pfarrer Steffen Kern.
Die Vorsitzenden
- 1857–1881: Pfarrer Karl Friedrich Werner
- 1881–1890: Pfarrer Wilhelm Claus
- 1890–1897: Oberlehrer J. Christian Dietrich
- 1897–1919: Rektor Christian Dietrich
- 1919–1924: Inspektor Friedrich Lutz
- 1924–1958: Pfarrer Wilhelm Horn
- 1958–1962: Pfarrer Fritz Rienecker
- 1964–1973: Pfarrer Immanuel Grötzinger
- 1973–1991: Pfarrer Walter Schaal
- 1991–2008: Rektor Otto Schaude
- 2008–2021: Pfarrer Steffen Kern
- seit 2021: Pfarrer Matthias Hanßmann